# Bissendorf
Bissendorf è un comune di 14 680 abitanti, della Bassa Sassonia, in Germania.
Appartiene al circondario (Landkreis) di Osnabrück (targa OS).